# Гонсальвес, Кеннет
Кеннет Гонсальвес (нидерл. Kenneth Gonçalves), или Кеннет Карлос Гонсальвес (нидерл. Kenneth Carlos Gonçalves; 16 ноября 1940, Парамарибо, Колония Суринам — 8 декабря 1982, Парамарибо, Суринам) — суринамский адвокат. Жертва Декабрьских убийств.

## Биография
Кеннет Карлос Гонсалвес родился в Парамарибо 16 ноября 1940 года. Он был трудным подростком, поэтому родителям пришлось забрать его из средней школы. По совету родственников, они отправили его учиться в Нидерланды. В мае 1960 года Гонсальвес окончил лицей Монтессори в Гааге и стал изучать право. 14 июня 1962 года в Гронингене он защитил степень бакалавра права. 30 июня 1966 года защитил степень в области нидерландского конституционного права, уголовного права и процесса в Амстердаме. В 1961 году обручился с первой супругой, с которой 14 апреля 1966 года сочетался браком.
Завершив образование, с 1966 по 1968 год Гонсалвес работал в Институте социальных исследований в Гааге, а затем при посланнике Суринама в Нидерландах. Не сумев сделать карьеру адвоката в Нидерландах, в 1966 году с женой он вернулся на родину, где в 1969 году премьер-министр Йохан Адольф Пенгел назначил его заместителем директора Департамента по общим вопросам. Гонсальвес продолжил работу и в кабинете следующего премьер-министра Жюля Сиднея. В 1971 году он окончательно перешёл к занятию адвокатской практикой в Парамарибо и был признан экспертом в области конституционного права. Его первая супруга решила вернуться в Нидерланды, и 15 апреля 1977 года они развелись. 25 августа 1977 года Гонсальвес сочетался вторым браком с адвокатом Лилиан Хо-Канг-Ю. В этом браке у него родилась дочь. Вскоре после этого, он был назначен деканом коллегии адвокатов.
Гонсальвес публично заявлял о своём не приятии сержантского переворота в Суринаме, произошедшего в 1980 году. Как декан коллегии адвокатов, он написал несколько открытых писем к лидерам путчистов, в которых выражал беспокойство о происходивших в стране событиях. Гонсалвес пытался отстоять независимость судебной системы, которая серьезно пострадала от действий военного режима. Так, некоторые граждане были снова посажены в тюрьмы, хотя они были оправданы в судах. В 1982 году в Суринаме провалилась попытка свергнуть власть путчистов. Контр-переворот организовали военные Сурендре Рамбокус и Йевансингх Сеомбар. Когда они были арестованы, Гонсалвес согласился представлять их интересы в суде.
В одном из своих последних открытых писем, которое было опубликовано в печати 2 ноября 1982 года он выступал за восстановление верховенства права и демократии в Суринаме. За свою гражданскую позицию 8 декабря 1982 года Гонсальвес, вместе с четырнадцатью другими сторонниками демократии, был схвачен военными и заключен в Форт-Зеландия, где его подвергли жестоким пыткам и убили. Через несколько часов после убийства, его тело на армейском грузовике было доставлено в морг при университетской клинике в Парамарибо. По словам второй жены Гонсальвеса и других свидетелей, в том числе сестры убитого Сурундре Рамбокуса, Нирмалы Рамбокус, Гонсалвес был сильно избит, у него был сломан нос. 13 декабря 1982 года его похоронили на католическом кладбище Парамарибо. Путчисты запретили публичные речи на похоронах. Только 30 ноября 2007 года виновные в убийстве Гонсальвеса были привлечены к ответственности. Его вдова присутствовала на начале процесса. Юридическую поддержку на суде над убийцами ей оказывал нидерландский адвокат Герард Спонг, друг её покойного мужа.